# Єрмолаєв Андрій Васильович
Андрі́й Васи́льович Єрмола́єв (нар. 6 травня 1969, Красногорівка, Донецька область, Українська РСР, СРСР) — український філософ та політолог. Керівник в Strategic Group Sofia. У 2000—2010 — президент Центру соціальних досліджень «Софія», у 2010—2014 — директор Національного інституту стратегічних досліджень.

## Життєпис
Народився 1969 у м. Красногорівка Донецької області.
- 1986–1987 — монтер вузла зв'язку Генічеська, Херсонська область.

У 1992 закінчив філософський факультет Київського державного університету ім. Т. Г. Шевченка й отримав кваліфікацію викладача суспільно-політичних наук.
- 1994–1996 — головний консультант інформаційно-аналітичної служби Адміністрації Президента України.
- 1996–1997 — виконавчий директор, керівник інформаційно-аналітичної служби Всеукраїнського благодійного фонду «Наше майбутнє».
- 1997–1999 — експерт служби Прем'єр-Міністра України, помічник Прем'єр-Міністра України В. П. Пустовойтенка.

З 2000 — директор Центру соціальних досліджень «Софія».
19 липня 2003 включений до складу робочої групи з підготовки розділу «Суспільно-політичний розвиток країни. Формування основних засад громадянського суспільства» щорічного Послання Президента України до Верховної Ради України 2004 року.
4 березня 2010 призначений директором Національного інституту стратегічних досліджень.
25 січня 2014 — звільнений з посади директора Національного інституту стратегічних досліджень.
- 2014 — вересень 2019 — директор ІСІ «Нова Україна»
- жовтень 2019 — по цей день — керівник в Strategic Group Sofia

### Політична діяльність
У 2000 став членом Народно-демократичної партії, а 2002 — заступником голови партії з ідеологічної роботи.
Потрапив до «реєстру держзрадників», створеного Національним агентством з питань запобігання корупції і рухом «Чесно».

## Родина
Виховує сина та доньку.